# Agdistis notabilis
Agdistis notabilis là một loài bướm đêm thuộc họ Pterophoridae. Nó được tìm thấy ở Cabo Verde.